# Miłość bez ostrzeżenia
Miłość bez ostrzeżenia (ang. She Came to Me) – amerykańska komedia romantyczna z 2023 roku w reżyserii Rebeki Miller. W głównych rolach wystąpili Peter Dinklage, Anne Hathaway i Marisa Tomei.
Obraz miał światową premierę 16 lutego 2023 roku jako film otwarcia 73. MFF w Berlinie. Na ekrany polskich kin wszedł 15 marca 2024 roku.

## Obsada
- Peter Dinklage jako Steven
- Anne Hathaway jako Patricia
- Marisa Tomei jako Katrina
- Evan Ellison jako Julian
- Harlow Jane jako Tereza
- Joanna Kulig jako Magdalena
- Brian d’Arcy James jako Trey
- Judy Gold jako Susan Shaw
- Samuel H. Levine jako Raef Gundel
- Sue Jean Kim jako siostra Henrietta
- Gregg Edelman jako Duftin Haverford[1]

## Produkcja
Zdjęcia do filmu kręcono w Nowym Jorku w Stanach Zjednoczonych.

## Odbiór

### Box office
W Stanach Zjednoczonych film zarobił 734 tys. USD, natomiast w innych krajach przychody wyniosły około 444 tys. USD, co przenosi się na łączny przychód ze sprzedaży biletów w wysokości blisko 1,2 miliona dolarów.

### Reakcja krytyków
Film spotkał się ze średnią reakcją krytyków. W agregatorze recenzji Rotten Tomatoes 47% z 66 recenzji uznano za pozytywne, a średnia ocen wyniosła 5,7 na 10. Z kolei w agregatorze Metacritic średnia ważona ocen z 20 recenzji wyniosła 53 punktów na 100.

## Nagrody i nominacje
| Nagroda    | Kategoria                                                          | Wynik     |
| ---------- | ------------------------------------------------------------------ | --------- |
| Złoty Glob | Najlepsza piosenka – "Addicted to Romance", wyk. Bruce Springsteen | nominacja |